# 定光寺
定光寺，位于中国广东省汕尾市陆丰市河西镇清云山，为陆丰市的一个市级文物保护单位，类型为古建筑，公布时间为1997年。
定光寺的历史年代为清代。